# Clara Caldas
Clara Caldas (São Paulo, 03 de abril de 1996)
é uma atriz brasileira, conhecida por seus papéis em Juacas, Meus 15 Anos: O Filme e Z4 (série de televisão).

## Carreira
Clara, desde sua época de escola, sempre teve sua paixão pelo teatro. Aos 16 anos já vivendo na capital de São Paulo, fez o seu primeiro comercial.
Com o decorrer do tempo, investiu em cursos livres de teatro e em 2015 começou um curso técnico na Escola de Teatro Célia Helena.
Em 2016 começou a gravar a série Juacas , onde deu vida a Kika Kameha. A série foi ao ar em 3 de julho de 2017 na América Latina e Itália pelos canais Disney Channel e Disney XD. A série foi transmitida também no bloco do Mundo Disney no SBT. 
Logo após Juacas , no ano de 2017, Clara foi parar nas telonas de todo o Brasil, onde interpretou a personagem Jéssica de Carvalho em Meus 15 Anos: O Filme. O filme teve sua estreia em 15 de junho de 2017.
Clara continuou investindo em sua profissão como atriz e seguiu cursando teatro no nível técnico no Instituto de Arte e Ciência, mais conhecido como INDAC, localizado em São Paulo.  
Já no ano de 2018, interpretou Débora Werner, na série Z4 (série de televisão) . A série teve sua estreia no dia 25 de julho de 2018, onde foi transmitida no SBT e 5 dias depois, 30 de julho de 2018, no Disney Channel.
Em 2019, Clara volta as telinhas novamente como Kika Kameha na segunda temporada da série de grande sucesso Juacas, que tem sua previsão de estreia para abril de 2019.

## Filmografia

### Televisão
| Ano  | Programa                | Personagem        | Canal          |
| ---- | ----------------------- | ----------------- | -------------- |
| 2017 | Juacas                  | Kika Kameha Juaca | Disney Channel |
| 2018 | Z4 (série de televisão) | Débora Werner     | SBT            |

### Teatro
| Ano  | Peça     | Personagem |
| ---- | -------- | ---------- |
| 2017 | Mambembe | Laudelina  |

### Cinema
| Ano  | Título                | Personagem |
| ---- | --------------------- | ---------- |
| 2017 | Meus 15 Anos: O Filme | Jéssica    |